# Isidro Carrillo y Salazar
Isidro Carrillo y Salazar (León, 9 de abril de 1876 – Matagalpa, 16 de abril de 1931) fue un sacerdote y obispo nicaragüense que se desempeñó como 1° Obispo de Matagalpa.

## Biografía
Era natural del barrio San Felipe, León. 
Con vocación para el servicio del sacerdocio, tras sus estudios en el Instituto Nacional de Occidente y en el seminario de San Ramón, fue ordenado sacerdote el 10 de marzo de 1900.
En 1909 fue expulsado del país, con otros tonsurados que siguieron al obispo Simeón Pereira y Castellón, por el gobierno anticlerical de José Santos Zelaya, estableciéndose primeramente en Cuba y después en Heredia, Costa Rica. Desde allí se despidió de los católicos heredianos en hoja suscrita el 29 de diciembre de 1906, agradeciéndole la acogida por dos años.
En León dirigió el Colegio San Ramón, elevando notablemente su nivel. 

### Episcopado
El 11 de diciembre de 1913 fue nombrado obispo titular de Torone y obispo auxiliar de la Arquidiócesis de Managua. 
Fue consagrado como tal el 3 de mayo de 1914 por monseñor Simeón Pereira y Castellón, Obispo de León, y Co-Consagrador monseñor José Cándido Piñol y Batres, obispo de Granada.
Por la constitución apostólica “Animarum Saluti”, el 19 de diciembre de 1924, se erigió la Diócesis de Matagalpa, segregando de la Arquidiócesis de Managua los departamentos de Matagalpa y Jinotega y siendo nombrado como primer obispo, monseñor Isidro Carrillo y Salazar.
En su labor pastoral impulso el nuevo clero, creación del seminario San Luis además de desempeñarse como rector y profesor del mismo.
Falleció el 16 de abril de 1931 con olor a santidad a la corta edad de 55 años, sus restos descansan en la Catedral de San Pedro (Matagalpa). Y al pie del monumento de su tumba se lee “Ecc sacerdos magnus / Qui in diebus sui placuit Deo; He aquí al gran sacerdote / Que en sus días agradó a Dios. Celus domus tua comenti me / El celo de tu casa me consumió.